# Erich Pfeiffer-Belli
Erich Pfeiffer-Belli (Pseudonym: Andreas Heldt) (* 18. August 1901 in Heidelberg; † 27. November 1989 in München) war ein deutscher Journalist und Schriftsteller.

## Leben
Erich Pfeiffer-Belli entstammte einer alteingesessenen und wohlhabenden Familie in Frankfurt am Main und wuchs im großbürgerlichen Milieu seiner Vaterstadt auf. Sein Vater war der Schriftsteller und Literaturwissenschaftler Wilhelm Pfeiffer-Belli. Die Großeltern bewohnten ein repräsentatives klassizistisches Gebäude in der Neuen Mainzer Straße 55, das heute noch existiert.
Erich Pfeiffer-Belli absolvierte ein Kunststudium am Bauhaus in Weimar und eine Ausbildung in der Buchbinderwerkstatt von Paul Klee. 1926 heiratete er Charlotte Stern (1903–1967). Ihre 1928 geborene Tochter war die Schriftstellerin Silvia Tennenbaum. Die Ehe wurde bereits 1930 wieder  geschieden.
1929 wurde Pfeiffer-Belli Feuilletonredakteur der Königsberger Hartungschen Zeitung. Nach deren Schließung schrieb er 1933/34 für das Stuttgarter Neue Tagblatt, 1935–37 für das Berliner Tageblatt. Auf Vermittlung von Benno Reifenberg wurde er 1938 Kulturredakteur der Frankfurter Zeitung und seit 1943 der Münchner Neuesten Nachrichten.
Nach dem Zweiten Weltkrieg lebte Pfeiffer-Belli als Kunst- und Theaterkritiker in München, wo er vorwiegend für die Süddeutsche Zeitung tätig war. Pfeiffer-Belli schrieb Novellen und Erzählungen (unter anderem Die Reise nach Chur, 1941) und edierte Werke von Rudolf Kassner und Rainer Maria Rilke. Mit Willy Droemer bearbeitete er die Reihe „Bücher und Welt“. 1986 erschien sein autobiographisches Werk Junge Jahre im alten Frankfurt und eines langen Lebens Reise.